# Tephrosia forbesii
Tephrosia forbesii är en ärtväxtart som beskrevs av John Gilbert Baker. Tephrosia forbesii ingår i släktet Tephrosia och familjen ärtväxter.

## Underarter
Arten delas in i följande underarter:
- T. f. forbesii
- T. f. inhacensis
- T. f. interior